# Associação Desportiva Freipaulistano
El Associação Desportiva Freipaulistano es un equipo de fútbol de Brasil que juega en el Campeonato Sergipano de Segunda División, la segunda división del estado de Sergipe.

## Historia
Fue fundado el 29 de agosto de 2016 en la ciudad de Frei Paulo del estado de Sergipe con el nombre AD Frei Paulistano y actualmente es el club de fútbol más nuevo del estado. En 2017 juega por primera vez en el Campeonato Sergipano luego de ser campeón de la segunda división estatal en 2016, al lado de Carlinhos Bala, quien anteriormente jugó para Cruzeiro EC, Sport Recife entre otros equipos.
En 2019 se convirtió en campeón estatal por primera vez, siendo el club más joven de Brasil en ser campeón estatal y con ello la clasificación al Campeonato Brasileño de Serie D y a la Copa de Brasil por primera vez en su historia. Luego de terminar la liga estatal pasaron a usar su nombre actual de acuerdo al gentilicio de la ciudad.

## Palmarés
- Campeonato Sergipano (1): 2019
- Campeonato Sergipano Série A2 (1): 2016